# Brněnský masiv
Brněnský masiv (též brněnská vyvřelina či brněnský pluton) je geologické těleso vystupující mezi Boskovicemi (na severu) a Miroslaví (na jihu),  východně od Boskovické brázdy. Na jeho složení se podílejí zejména granodiority až diority, dále granity, bazické a ultrabazické horniny, aplity, pegmatity, křemenné porfyrity a další. Masiv je kadomského stáří, vznikl asi před 580 Ma. Byl však postižen i variskou orogenezí.

## Popis
Jedná se o hlubinné magmatické těleso, brněnskou vyvřelinu, které se táhne ve směru severoseverovýchod–jihojihozápad v širokém pruhu v okolí Brna, přibližně od Boskovic k Miroslavi. Má rozlohu asi 525 km² (na povrch vystupuje na ploše asi 220 km²). Pokračuje pravděpodobně skrytě pod mladšími sedimenty do Drahanské vrchoviny a do okolí Olomouce, kde vystupuje v drobných ostrůvcích. Jeho západní hranice je tektonická, po celé délce se tu stýká s kulmem a permokarbonem Boskovické brázdy. Na východě je kryto mladšími sedimenty paleozoika (devon, kulm) a sedimenty tercierními. Je součástí Českého masivu, jeho moravsko-slezské oblasti.
Je tvořen pestrou řadou vyvřelin, obyčejně všesměrně zrnitých, od žul přes granodiority a diority až k bazickým horninám. Bazika tvoří severojižní pruh ve střední části tělesa a zčásti jsou přeměněna. Převládajícími horninami jsou granodiority (amfibolicko–biotitické, v malé míře biotitické, dříve označované jako plagioklasové žuly), křemenné amfibolické diority a diority. Tyto horniny do sebe přecházejí. Dále jsou zastoupena gabra (Kamenný vrch a Ostopovice), z ultrabazik pak hornblendity, pyroxenity (též přeměněné v amfibolity a hadce). Z žilných hornin se vyskytují aplity (též albitické), pegmatity, křemenné porfyrity, vogezity a jiné.
Je předdevonského stáří (transgreduje přes něj devon), podle některých autorů kaledonský, podle jiných prekambrický. Poněvadž prodělal hercynské i kaledonské vrásnění, jsou horniny intenzivně porušeny, podrceny a hydrotermálně přeměněny.
Na řadě míst byl masiv těžen. Použití jako stavební kámen a drtivo. Aktivní lom je v údolí při silnici z Lelekovic do Vranova.